# Louhi (stad)

Louhis flagga.

Louhi (ryska: Лоухи, Louchi) är en ort i distriktet Louhi i Karelska republiken i västra Ryssland. Invånarantalet uppgick till 4 129 i början av 2015.